# Miltochrista gratiosa
Miltochrista gratiosa là một loài bướm đêm thuộc phân họ Arctiinae, họ Erebidae.